# Stockholm All Stripes SC
Stockholm All Stripes SC är en svensk idrottsförening som är öppen för alla men som främst vänder sig till homo- och bisexuella samt transpersoner. Föreningen har ungefär 150-200 aktiva medlemmar.

## Historia
Föreningen startades som en ishockeyförening 2003 och var då Europas första gayishockeylag. 2006 omorganiserades föreningen och öppnade upp för verksamhet i fler sporter. Föreningen blev känd för en lite bredare allmänhet i samband med Stockholm Pride 2007 då fotbollssektionen spelade en välgörenhetsmatch mot ett kändislag, Stockholm Priders, med bland andra Glenn Hysén (invigningstalare på festivalen), Krister Nordin och Annika Lantz. 2008 tog sig handbollssektionen in i seriespel och spelade i division 5. Våren 2013 inledde föreningen ett samarbete med Svenska Handbollförbundet och har sedan dess jobbat aktivt med att sprida handbollens kamratskap över hela landet. Den 1 april 2014 blev historisk då handbollslaget fick möta herrlandslaget i en träningsmatch i Eriksdalshallen, Stockholm. 2015 blev dåvarande handbollssektionen det första HBTQ-landslaget i världen.

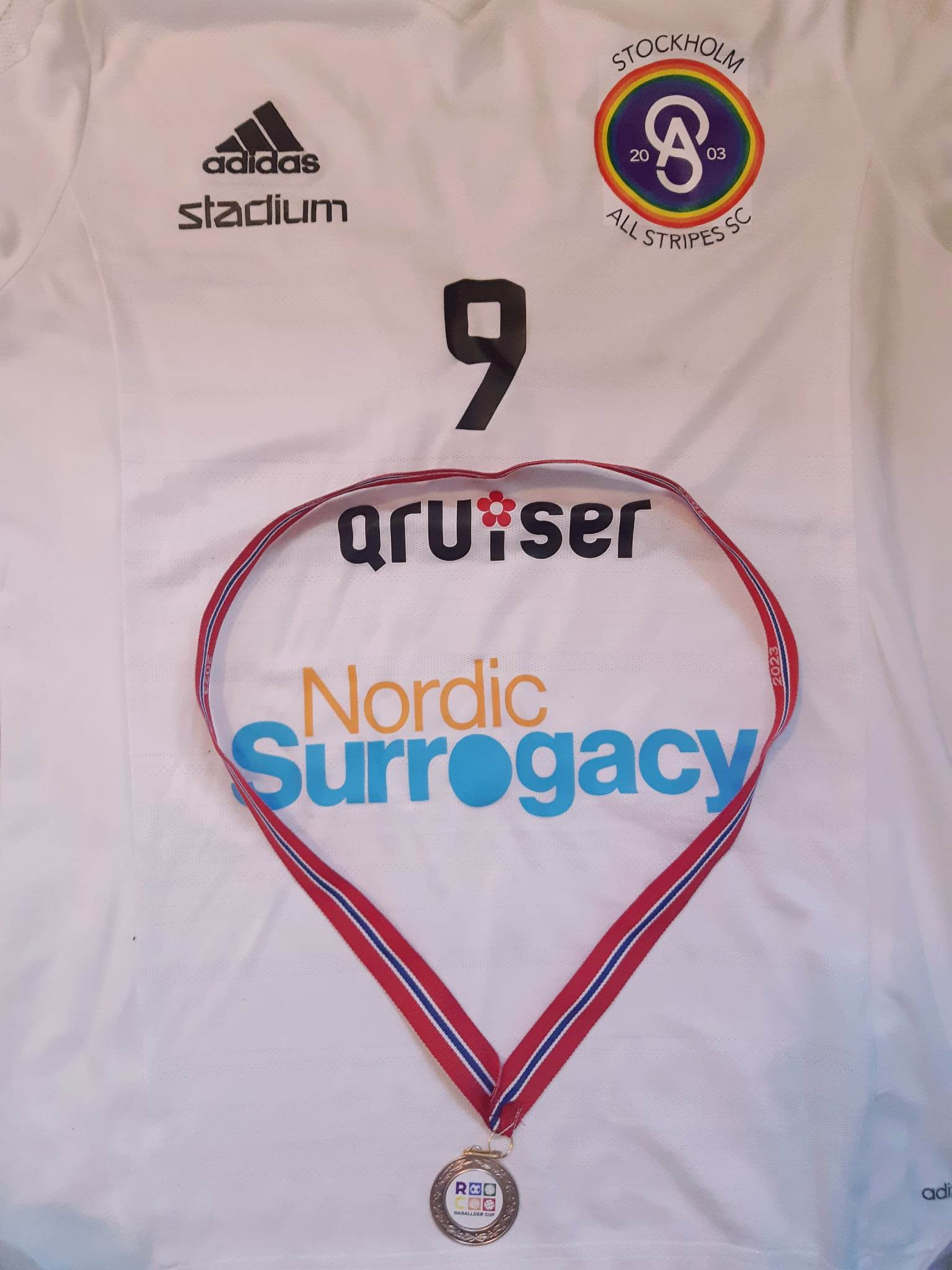
All Stripes tröja från 2023 med mästerskapsmedalj.

## Namnet
Klubben var tidigare känd som Stockholm Snipers IF men bytte namn till Stockholm All Stripes SC 2021. Namnet All Stripes är dels en anspelning på regnbågsflaggan men också idiomet "of all stripes" vilket kan översättas till av "alla sorter", på så sätt anspelar namnet både på individualitet men också gemenskap.

## Sektioner
All Stripes har flera idrottssektioner. Herrarnas fotbollslag spelade under en tid i division 7 med Essinge IP som hemmaarena, medan damlaget spelade i Korpens högsta division. Längdskidssektionen har medlemmar med geografisk spridning runt om i hela Sverige och bland annat har sektionen tävlat i Vasaloppet. Utöver dessa har All Stripes också sektioner inom innebandy, bowling, volleyboll, beachvolleyboll, badminton och friidrott.

## Turneringar
Strike a Pose Tournament är en internationell bowlingturnering för både män och kvinnor som gick av stapeln för första gången 2020 och hålls vartannat år i Stockholm. De tävlande kan tävla både i lag och singel. 2024 hölls turneringen vid Gullmarsplan.
Stockholm Wide Open är en internationell badminton turnering utefter skicklighetsnivå  i klasserna A, B+, B-, C+ och C-.

## Medaljer i EuroGames
| EuroGames Mästerskap                   | Innebandy       | Badminton                 | Bowling                   | Friidrott        | Fotboll (dam) |
| -------------------------------------- | --------------- | ------------------------- | ------------------------- | ---------------- | ------------- |
| Sverige, Stockholm 2015                | 1 guld, 1 brons |                           |                           |                  | 1 brons       |
| Sverige/ Danmark, Malmö/Köpenhamn 2021 |                 | 5 guld, 1 silver, 5 brons | 1 guld, 1 silver, 1 brons | 4 guld, 2 silver |               |
| Schweiz, Bern 2023                     |                 | 2 guld, 2 silver, 2 brons | 1 silver, 2 brons         |                  |               |
| Österrike, Wien 2024                   |                 | 2 silver, 1 brons         | 2 silver                  |                  |               |

## Andra framgångar i urval
| Idrott     | År   | Turnering       | Resultat |
| ---------- | ---- | --------------- | -------- |
| Volleyboll | 2006 | Pan Cup         | Guld     |
| Innebandy  | 2009 | World out Games | Guld     |
| Innebandy  | 2009 | Raballder Cup   | Guld     |
| Volleyboll | 2015 | Uppsala Cup     | Silver   |
| Innebandy  | 2017 | Raballder Cup   | Guld     |
| Badminton  | 2022 | Gruben Gold Cup | Guld     |
| Innebandy  | 2024 | Raballder Cup   | Guld     |